# Kids in America (filme)
Kids in America (no Brasil: High School Kids; em Portugal: Eles... e as Saias) é um filme americano lançado em 2005 dirigido por Josh Stolberg.

## Elenco
- Gregory Smith como Holden Donovan
- Stephanie Sherrin como Charlotte Pratt
- Chris Morris como Chuck McGinn
- Caitlin Wachs como Katie Carmichael
- Emy Coligado como Emily Chua
- Crystal Celeste Grant como Walanda Jenkins
- Alex Anfanger como Lawrence Reitzer
- Julie Bowen como Principal Weller
- Malik Yoba como Will Drucker
- Andrew Shaifer como Kip Stratton
- Nicole Richie como Kelly Stepford
- Genevieve Cortese como Ashley Harris
- George Wendt como Coach Thompson
- Adam Arkin como Ed Mumsford
- Jeff Chase como Asst. Coach Fasso